# Kia quen
Kia quen (chinês: 夾棍, pinyin: jiágùn, Wade–Giles: chia2-kun3, lit. ‘varas de beliscar’) foi uma técnica de tortura física utilizada na China no Século XVII para interrogar suspeitos do sexo masculino sem colocar suas vidas em perigo.
A técnica consistia em posicionar três tábuas de madeira ou bambu, conectadas por corda, ao redor e entre os pés descalços do suspeito. A construção do dispositivo permitia que as placas fossem abertas e fechadas (como as asas de uma borboleta) ou gradualmente apertadas. Cada vez que o prisioneiro se recusava a testemunhar ou confessar, a corda era puxada com força e as pranchas eram golpeadas com força nos tornozelos ou lentamente apertavam os pés com mais força ainda. Um dispositivo semelhante chamado Tean zu, aplicado exclusivamente a mulheres, empregava mecanismos essencialmente idênticos para apertar e esmagar os ossos dos dedos.
A tortura era tipicamente conduzida enquanto o prisioneiro era forçado a se ajoelhar dolorosamente em cima de correntes dobradas feitas de elos de ferro afiados.